# NOM-022-STPS-2008

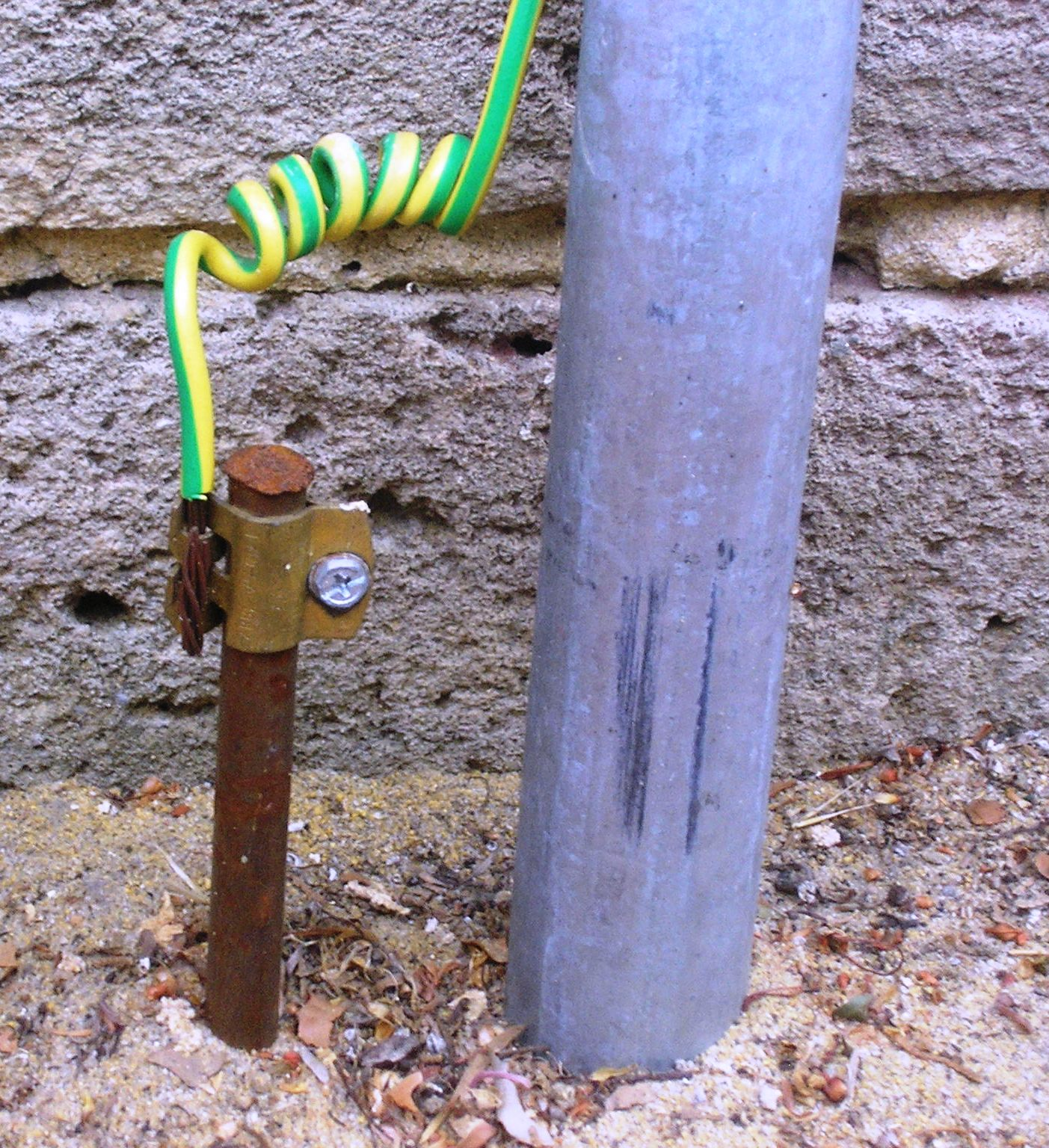
Utilizar un sistema de tierras para protegerse de descargas electrostáticas en un requisito fundamental exigido por esta norma en los centros de trabajo.

NOM-022-STPS es una norma oficial mexicana en materia de condiciones de seguridad respecto a la electricidad estática en todos los centros de trabajo. Es una norma de carácter obligatorio dentro de todo el territorio nacional mexicano. La versión más reciente de esta norma es la publicada en el año 2008 por lo que el nombre completo de la norma es NOM-022-STPS-2008.